# John Thompson Hoffman
John Thompson Hoffman (10 de enero de 1828 - 24 de marzo de 1888) nació en Ossining en el condado de Westchester (Nueva York). Fue gobernador de Nueva York (1869-1872). Fue también juez (elegido en 1860) y alcalde de Nueva York (1866-1868). Sus conexiones con Tweed Ring arruinaron su carrera política, a pesar de la ausencia de evidencia para demostrar su participación en actividades corruptas.

## Biografía
Nació en Ossining, en el condado de Westchester, Nueva York. Era hijo de Jane Ann (Thompson) y Adrian Kissam Hoffman, un médico del condado de Westchester. Los padres de su padre, Philip L. Hoffman y Helena Kissam, eran "uno de los miembros más valiosos de la sociedad temprana en Nueva York y los fundadores de muchas obras de caridad y obras benéficas", elogiaba Harper's Weekly.
Comenzó a estudiar en Union College en 1843, en el tercer año, pero tuvo que dejarlo por un tiempo debido a problemas de salud, graduándose finalmente en 1846. Luego estudió derecho, fue admitido en el colegio de abogados en 1849 y ejerció en Manhattan.
Hoffman se involucró en la facción de Tammany Hall del Partido Demócrata. Fue miembro del Comité Central del Partido Demócrata del Estado de Nueva York a partir de 1848, y ocupó el cargo de Recorder de la Ciudad de Nueva York de 1861 a 1866. Hoffman fue alcalde de la ciudad de Nueva York de 1866 a 1868. Durante ese período también fue Gran Sachem, o líder, de la organización de Tammany Hall.

## Grandes esperanzas de los reformistas
Cuando fue elegido alcalde en 1865, los reformistas tenían grandes esperanzas puestas en él. Un artículo de primera plana en Harper's Weekly decía:
Han pasado muchos años desde que la ciudad de Nueva York eligió como su Primer Magistrado a un hombre de la posición y reputación de John T. Hoffman. No solo es un caballero de alta posición social, sino también un abogado distinguido, un juez de probidad eminente, un representante descendiente de algunas de las familias más antiguas de Nueva York, un ciudadano de reputación intachable.

## Culpa por asociación

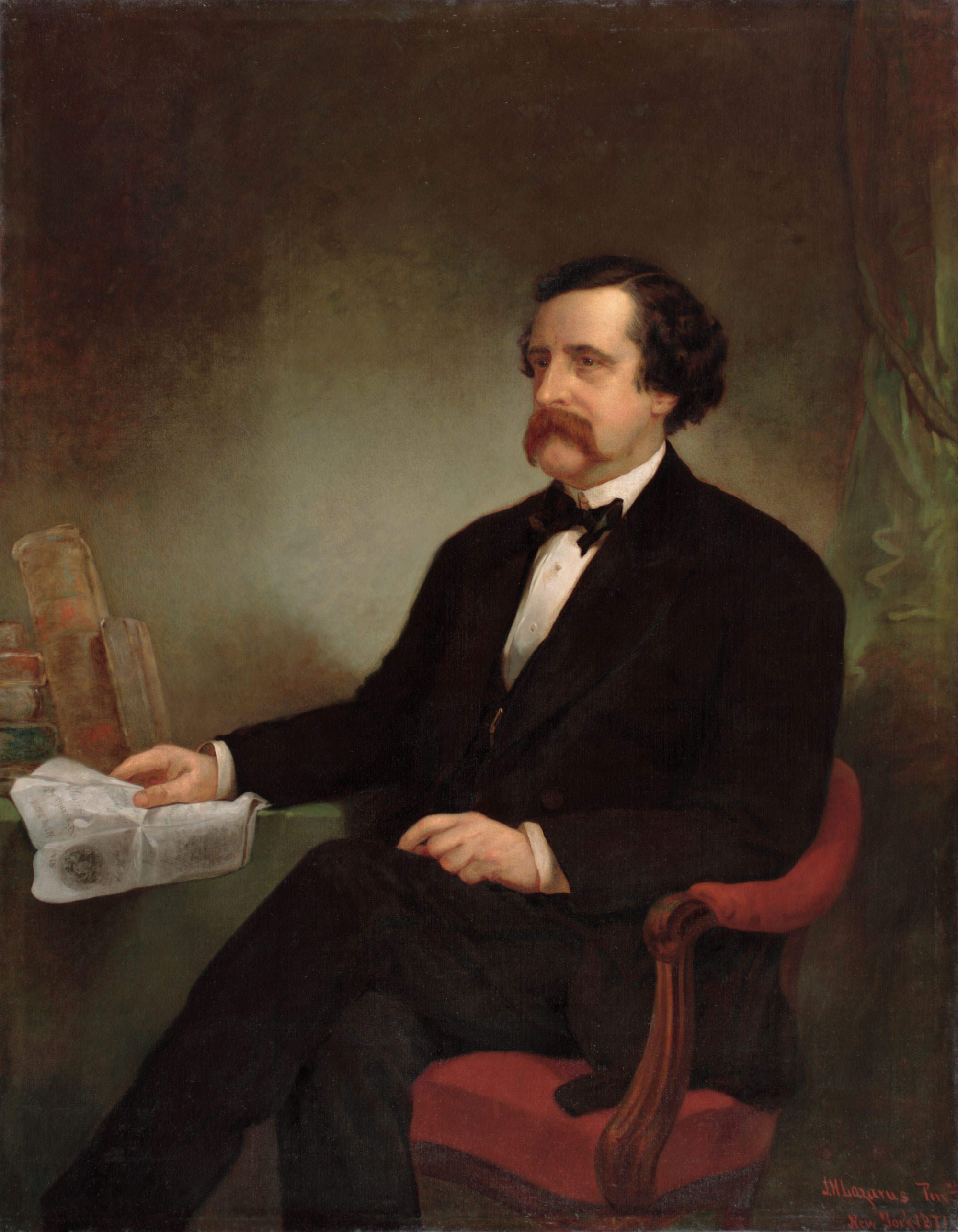
Retrato oficial de gobernador del gobernador de Nueva York, John T. Hoffman.

Hoffman fue elegido gobernador en 1868, siendo el último alcalde de la ciudad de Nueva York en lograr esta hazaña y el último alcalde de la ciudad de Nueva York elegido para un cargo superior. La elección de Hoffman fue ayudada por Tammany Hall bajo el liderazgo de su jefe William Tweed. Más adelante, el hecho de que Hoffman contara con la ayuda de Tweed, y su mayoría de votantes fue tan grande para esa época, sería recordado como prueba de que el gobernador era miembro del notorio Anillo de Tweed.

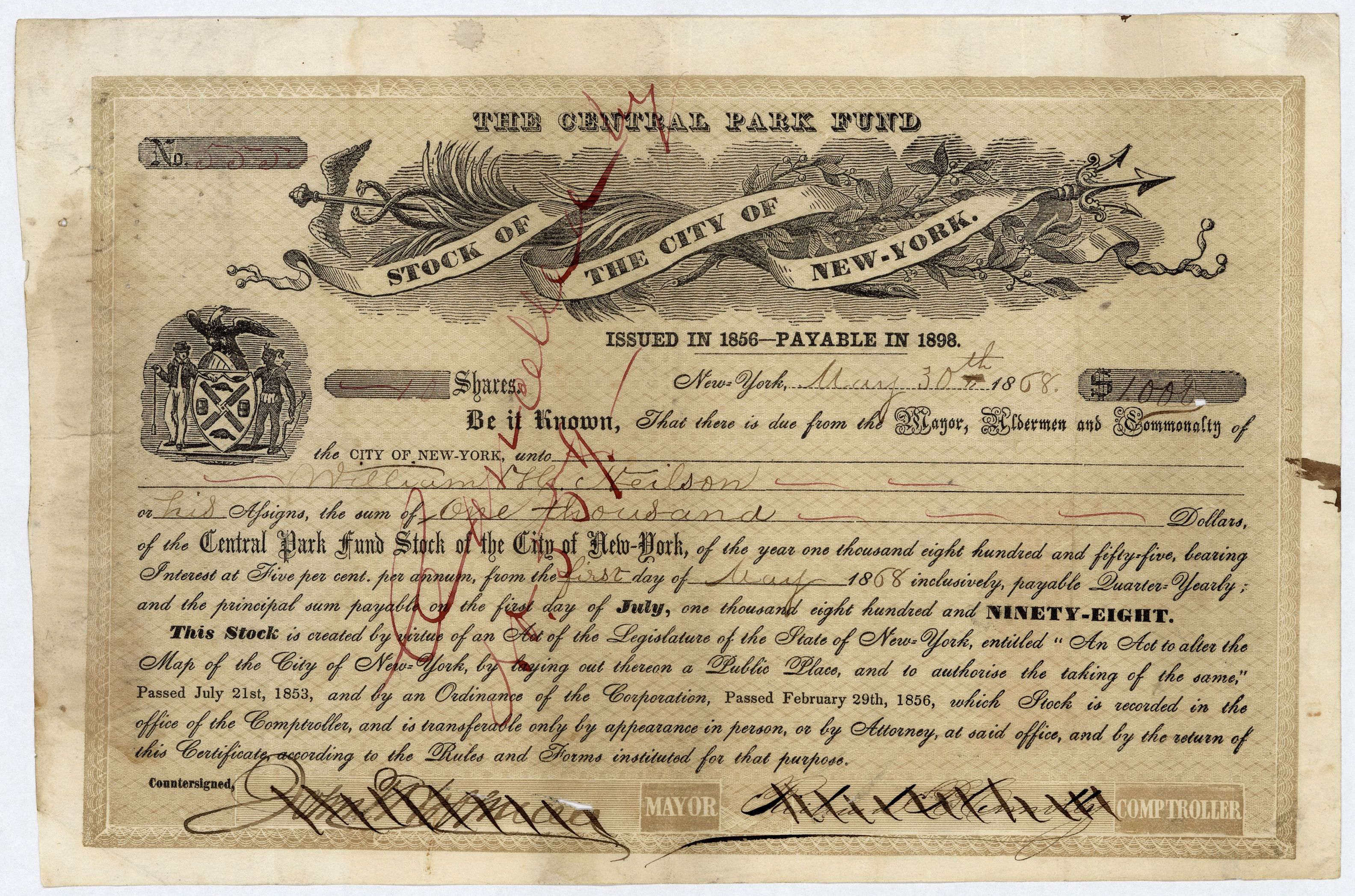
Fondo de acciones del Central Park Fund, emitido el 30 de mayo de 1868, firmado por el alcalde John T. Hoffman

En realidad, si bien Tweed veía con frecuencia a Hoffman en Albany en diversas votaciones y proyectos, no era más que cualquier otro importante demócrata en el estado de Nueva York. Sin embargo, trabajaron en armonía juntos y Tweed ayudó a Hoffman a ser reelegido en 1870. Poco después se promulgó una nueva carta municipal que otorgaba más autonomía local a la ciudad de Nueva York. Esta reforma se había discutido durante décadas, pero Tweed junto con Hoffman la hicieron realidad. Pero justo en ese momento, la corrupción de Tweed comenzó a ser revelada en The New York Times y Harper's Weekly, y la nueva carta municipal fue desacreditada al considerarse planificada para más corrupción municipal. En ese momento, Hoffman también estaba considerando seriamente postularse para la presidencia en 1872, y Tweed sería su administrador de campaña. Sin embargo, en realidad, Tweed tenía poco interés en asuntos nacionales (había sido congresista durante un solo mandato en la década de 1850), y aunque podría haber considerado que las posibles ganancias de corrupción eran mayores, también era consciente de la mala publicidad que tales escándalos habían generado para la administración de Grant. Cualquier candidato que se postulara para la presidencia en 1872 tendría que enfrentarse a Grant en busca de la reelección. Como resultado, los escándalos de Tweed arruinaron las posibilidades de Hoffman, y la nominación finalmente se dividió entre los demócratas que apoyaban al republicano liberal Horace Greeley y aquellos que apoyaban al "puro" demócrata, el abogado de Nueva York Charles O'Conor. Hoffman, cuya reputación quedó arruinada por sus conexiones con Tweed, no buscó más cargos políticos.

## En cuanto a su apariencia personal

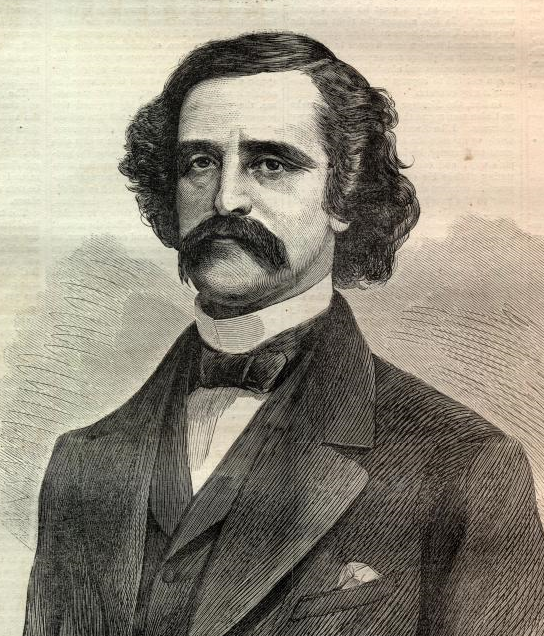
John Thompson Hoffman

El gobernador Hoffman tenía una estatura por encima de la media y un cuerpo fuerte y bien proporcionado. Pesaba 180 libras. Tenía cabello oscuro y abundante; su frente era amplia y especialmente desarrollada en lo que los frenólogos llamaban facultades perceptivas; sus ojos eran de un color marrón profundo; su nariz era grande; su mentón era prominente y su boca era bien formada e indicativa de firmeza. Llevaba un bigote completo pero no tenía barba.
Como orador, era sencillo, claro y directo tanto en su forma como en su contenido. Su voz era plena, redonda y sonora, pero no recurrió a muchos de los trucos del orador y rara vez adornó sus discursos con florituras retóricas.
Como escritor, era más argumentativo que imaginativo, y su estilo era demasiado analítico para ser florido. Sin embargo, poseía cierta habilidad poética para la descripción, que demostró de manera destacada en el Discurso Agrícola que pronunció ante la Feria del Condado de Ulster en septiembre de 1869.
En su trato con los demás, el gobernador Hoffman era sincero y afable; no mostraba la pomposidad arrogante de un demagogo y estaba libre de la afectación de cordialidad de un adulador. No hacía promesas que no pudiera cumplir; no ofrecía falsas esperanzas a quienes solicitaban su favor; era leal a la verdad y valoraba su integridad personal como algo más valioso que cualquier poder político.

## Muerte
Hoffman falleció a los 60 años en Wiesbaden, Alemania, el 24 de marzo de 1888, mientras viajaba por Europa con miembros de su familia, como solía hacer cada invierno. Fue enterrado en el Cementerio Dale en Ossining.

## Legado
- La isla Hoffman lleva su nombre.
- Hoffman fue uno de los dos alcaldes de la ciudad de Nueva York que se convirtieron en gobernadores de Nueva York, el otro fue DeWitt Clinton.
- En la versión cinematográfica del musical "Up in Central Park", aparece el personaje de Hoffman, pero el nombre se cambia a "Governor Motley" y es interpretado por el actor Thurston Hall.
- La calle Hoffman en el Bronx lleva su nombre.

## Biografía
- Harper's Weekly (23 de diciembre de 1865). «John T. Hoffman, Mayor-Elect of New York City» [John T. Hoffman, alcalde electo de la ciudad de Nueva York]. Harper's Weekly (en inglés) (1865). Consultado el 28 de junio de 2023.
- The New York Times (25 de marzo de 1888). «Death Of Ex-Gov. Hoffman. Stricken By Heart Disease In A Foreign Land. Sketch Of His Life. How He Became Prominent In Politics And Suddenly Sank Into Oblivion» [Fallecimiento del exgobernador Hoffman. Afectado por una enfermedad cardíaca en tierras extranjeras. Reseña de su vida. Cómo se hizo prominente en la política y desapareció repentinamente]. The New York Times (en inglés). Consultado el 28 de junio de 2023.
- L. P. Brockett, M. D. (1872). «Men of Our Day; or Biographical Sketches of Patriots, Orators, Statesmen, Generals, Reformers, Financiers and Merchants, Now on the state of Action: Including Those Who in Military, Political, Business and Social Life, are the Prominent Leaders of the Time in This Country» [Hombres de Nuestro Día; o Bosquejos Biográficos de Patriotas, Oradores, Estadistas, Generales, Reformadores, Financieros y Comerciantes, Ahora en el estado de Acción: Incluidos Quienes en la Vida Militar, Política, Empresarial y Social, son los Líderes Prominentes del Tiempo en Este País.].  Escrito en Philadelphia Penna; Springfield, Misa; Cincinnati, Ohio. Ziegler y McCurdy (San Luis, Missouri). Archivado desde el original el 24 de marzo de 2023. Consultado el 28 de junio de 2023.
- Sobel, Robert; Raimo, John W. (1978). Biographical Directory of the Governors of the United States, 1789-1978. Westport, Conn, Estados Unidos: Meckler Books, A Division of Microform Review. ISBN 0-930466-01-2.